# 寺田臨川
寺田 臨川（てらだ りんせん、延宝6年7月8日（1678年8月24日） - 延享元年11月24日（1744年12月27日））は江戸時代中期の儒学者。本姓は源氏、通称は立革、半蔵、諱は高通、字は鳳翼、士豹。
安芸国広島藩主浅野吉長に侍講し、また藩校講学所（現修道中学校・修道高等学校）で教授を務めた。著作に『諸士系譜』『臨川全集』等。

## 生涯
延宝6年（1678年）7月8日、安芸国広島城下に医師寺田正茂の子として生まれた。貞享2年（1685年）読書を始め、元禄2年（1689年）味木立軒に入門した。元禄5年（1692年）江戸に遊学した。
宝永元年（1704年）1月、広島藩主浅野綱長に「記室」として仕えた。宝永2年（1705年）、江戸の林鳳岡に入門した。宝永5年（1708年）6月江戸に行き、浅野吉長の侍講を務めた。正徳5年（1711年）9月、吉長に従い帰国の途中、大坂で朝鮮通信使李東郭等と交流し、名声を広めた。
享保10年（1725年）、藩校講学所（現修道中学校・修道高等学校）が設立され、その教授に任命された。享保19年（1734年）12月、講学所が講学館に改称の時、「講学館学規三則」を定めた。元文4年（1739年）11月15日、厳島神社鳥居再建に当たり、藩主に代わって「厳島神廟蔵華表記文」を撰し、奉納した。
寛保3年（1743年）10月講学館が廃止されると、12月老齢のため致仕し、延享元年（1744年）11月24日死去した。墓所は竜華樹院國前寺。昭和53年（1977年）生誕三百年を機に改葬された。

## 経歴
- 宝永元年（1704年）1月21日または22日 - 「記室」、30石3人扶持[1]
- 正徳3年（1713年）9月21日 - 150石[1]
- 享保8年（1723年）5月19日 - 月次講釈拝命[1]
- 享保10年（1725年）11月4日 - 講学所教授[1]
- 享保20年（1735年）6月18日 - 200石[1]
- 寛保3年（1743年）12月26日 - 致仕[1]

## 著作
『韓客唱酬筆語』
正徳元年（1711年）朝鮮通信使から受けた筆語原本を貼り混ぜたもの。寺田家に現存。
『広陵問槎録』
朝鮮通信使との交流の記録。正徳2年（1712年）10月以降刊。
『諸士系譜』
正徳4年（1714年）春、藩主吉長の命で編纂、享保8年（1723年）完成し、厳島神社に奉納された。享保12年（1727年）には『三次諸士系譜』の編纂を命じられ、享保16年（1731年）9月26日奉納された。
『二孝伝』
元文元年（1736年）3月刊。安芸国山県郡戸河内村八十郎、備後国世羅郡甲山村阿姫の2名の孝行を称える。
『芸備古城志』
『臨川全集』
寛保2年（1742年）4月12日厳島神社に奉納、寛保3年（1743年）5月藩主吉長に師立軒の『覆載遺稿』と共に献上した。
『寺田伝家訓』
寛保3年（1743年）1月成立。子文次郎のために守るべき家訓と家宝とを記す。寺田家に代々伝えられ、戦後、赴任先の満洲から引き揚げの際には、文書持出が禁じられる中、茶器の包装紙にして持ち帰ったという。

## 寺田家
遠祖は近江源氏佐々木氏で、曾祖寺田五郎右衛門権祐は近江国寺田に住し、蒔田氏に仕えたという。
1. 寺田勘平吉次 - 和歌山藩主浅野長晟に仕え、広島藩への転封に従い広島に移る[3]。
2. 寺田正茂見次 - 吉次の三男。号は林庵。始め武道を志したが、腹病のため断念し、堀杏庵に医術を学んだ[4]。
3. 寺田半蔵高通
4. 寺田文次郎高年 - 大小姓、奥詰[3]。
5. 寺田源蔵高忠 - 代官、京都役人、町奉行[3]。
6. 寺田他人助高徳 - 後に稲蔵。病弱の父内蔵高章に代わり、文政2年5月祖父より家督を継ぐ。大目付、広島藩少参事[3]。
7. 寺田清十郎 - 郡政権大属、藩庁少属（農務）。明治22年死去[3]。
8. 寺田竜見 - 清十郎の子。早逝[3]。
9. 寺田新 - 清十郎の外孫。弱冠で死去[3]。
10. 寺田正 - 新の弟[3]。戦前満州に赴任[2]。
11. 寺田保[1]。

### 家族
- 父：寺田正茂（寛永7年（1630年）3月6日 - 元禄14年（1701年）8月21日）[1]
- 母（? - 天和元年（1681年））[1]
- 先妻：益（元禄9年（1696年） - 享保3年（1718年）閏10月20日） - 永原氏。正徳4年（1714年）6月婚[1]。
  - 男子：万三郎（享保元年（1716年）8月26日 - 享保3年（1718年）4月7日）[1]
- 後妻（? - 寛延元年（1748年）8月15日） - 古高氏。享保5年（1720年）2月婚[1]。
  - 女子：松（享保6年（1721年）5月30日 - 享保20年（1735年）9月1日）[1]
  - 男子：守之助（享保8年（1723年）6月9日 - 享保9年（1724年）1月28日）[1]
- 養子：寺田高年（正徳元年（1711年） -明和5年（1768年）6月10日） - 植木三郎右衛門一久の子。号は桂巌、通称は文次郎、字は士渙。元文3年（1738年）2月5日、永原氏の文（後、幾）と成婚。臨川の致仕後、家督を継ぎ、200石で諸士隊[1]。堀南湖に学ぶ[4]。